# Ú
Der Buchstabe Ú, Kleinbuchstabe ú, ist ein Buchstabe des lateinischen Schriftsystems. Er kommt unter anderem im Altnordischen, im Isländischen und Färöischen vor und gilt in diesen Sprachen als ein gesonderter Buchstabe. Er wird auch im Ungarischen, Tschechischen, Slowakischen, Spanischen, Katalanischen und Irischen verwendet.
Von der Form her ist das Ú ein U mit Akut.

## Vorkommen

### Im Färöischen
Im Färöischen heißt der Buchstabe ú [ʉu] und wird wie folgt ausgesprochen:
- Kurz als [⁠ʏ⁠]: krúss [kɹʏsː] (Becher)
- Kurz als [ɪ] vor /gv/:  kúgv [kɪgv] (Kuh), aber auch brúdleyp [ˈbɹɪdlɛip] (Hochzeit)
- Lang als Diphthong [ʉu]: úti [ʉuːtɪ] (heraus), hús [hʉuːs] (Haus), jú [jʉuː] (doch),

Folgt dem Ú ein Vokal, so ist der Gleitkonsonant [w] zu hören: brúður [ˈbɹʉuwʊr] (Braut).
Im Färöischen ist das Ú der 24. Buchstabe des Alphabets. Er wird gesondert zwischen U und V einsortiert: ... t, u, ú, v, y,...
Vor der Herausgabe des Føroysk orðabók 1998 wurde das färöische ú unter u einsortiert. Daraus resultiert in Wortlisten:
- früher: ull, úlma, ur, úr, urð, ...
- heute: ull, ur, urð, ... uttar, úlma, úr, ...

### Im Isländischen
Im Isländischen wird das Ú wie folgt ausgesprochen:
- Kurz: [⁠u⁠]
- Lang: [uː]

Im Isländischen ist das Ú der 25. Buchstabe des Alphabets. Er wird gesondert zwischen U und V einsortiert: ... t, u, ú, v, x,...

### In anderen Sprachen
Im Tschechischen, Slowakischen und Irischen kennzeichnet das Ú ein langes u [uː], im Gegensatz zum kurzen u [ʊ], das ohne Akzent geschrieben wird.
Beispiel im Slowakischen: Európska únia (Europäische Union), im Irischen: dún (Festung)
Im Spanischen kennzeichnet der Akzent nur die Betonung einer Silbe, wenn sie abweichend von der üblichen Betonung ist.

## Darstellung auf dem Computer

### Unicode
Im internationalen Zeichenkodierungssystem Unicode nimmt das große Ú Position U+00DA ein, das kleine ú liegt auf U+00FA. Die gleiche Position hat es auch im Zeichensatz Latin-1.
Auf Tastaturen wird das Ú mit der Akut-Tottaste erzeugt, die zuerst gedrückt wird, und danach entweder das große oder kleine U.
- Großbuchstabe Ú: ´ – Shift+U
- Kleinbuchstabe ú: ´ – U

Auch das isländische und färöische Tastaturlayout sieht für die Buchstaben á, (é), í, ó, ú, ý keine eigenen Tasten vor, sodass auch dort die Eingabe wie oben beschrieben erfolgt.

### HTML
In HTML kann das Ú auch mit den folgenden Entitäten umschrieben werden:
- Großbuchstabe Ú: &Uacute;
- Kleinbuchstabe ú: &uacute;

### TeX
In TeX wird das Ú wie folgt wiedergegeben:
- Großbuchstabe Ú: \'U
- Kleinbuchstabe ú: \'u